# Patton (film)
Patton je ameriški epski biografski vojni film iz leta 1970 o ameriškem generalu Georgeu S. Pattonu med drugo svetovno vojno. V glavnih vlogah nastopajo George C. Scott, Karl Malden, Michael Bates in Karl Michael Vogler. Režiral ga je Franklin J. Schaffner po scenariju Francisa Forda Coppole in Edmunda H. Northa ter temelji na biografiji Patton: Ordeal and Triumph Ladislasa Faraga iz leta 1954 in spominih Omara Bradleyja A Soldier's Story iz leta 1961. Posnet je v 65 mm tehniki dimenzije 150, direktor fotografije je bil Fred J. Koenekamp, ustvarjalec glasbe pa Jerry Goldsmith.
Film je bil premierno prikazan 4. februarja 1970 v New Yorku in 2. aprila drugod po ZDA. Naletel je na dobre ocene kritikov in bil na 43. podelitvi nominiran za oskarja v enajstih kategorijah, osvojil pa jih je sedem, za najboljši film, režijo, izvirni scenarij, igralca (Scott), montažo, scenografijo in izbirno glasbeno podlago. Scott je nagrado zavrnil zaradi nestrinjanja z načinom izbire in konceptom tekmovanja igralcev. Leta 2003 ga je ameriška Kongresna knjižnica izbrala za ohranitev v okviru Narodnega filmskega registra zavoljo njegove »kulturne, zgodovinske ali estetske vrednosti«.

## Vloge
- George C. Scott kot generalmajor George S. Patton
- Karl Malden kot generalmajor Omar N. Bradley
- Michael Bates kot general Bernard Montgomery
- Edward Binns kot general polkovnik Walter Bedell Smith
- Lawrence Dobkin kot polkovnik Gaston Bell
- John Doucette kot generalmajor Lucian Truscott
- James Edwards kot stotnik William George Meeks
- Frank Latimore kot podpolkovnik Henry Davenport
- Richard Münch kot generalpolkovnik Alfred Jodl
- Morgan Paull kot stotnik Richard N. Jenson
- Siegfried Rauch kot stotnik Oskar Steiger
- Paul Stevens kot podpolkovnik Charles R. Codman
- Michael Strong kot brigadni general Hobart Carver
- Karl Michael Vogler kot feldmaršal Erwin Rommel
- Stephen Young kot stotnik Chester B. Hansen
- Peter Barkworth kot polkovnik John Welkin
- John Barrie kot vicemaršal zračnih sil Sir Arthur Coningham
- David Bauer kot general polkovnik Harry Buford
- Gerald Flood kot maršal zračnih sil Sir Arthur Tedder
- Jack Gwillim kot general Sir Harold Alexander